# Lava (Belgisch tijdschrift)
Lava is een Belgisch marxistisch politiek tijdschrift dat sinds 2017 driemaandelijks in het Frans en Nederlands verschijnt. Het brengt maatschappelijke kritiek en analyses over politiek, economie en geschiedenis. Het werd opgericht door Ruben Ramboer, Daniel Zamora en Timothée Genot en wordt geassocieerd met de Partij van de Arbeid. Ruben Ramboer is hoofdredacteur.
In 2022 ging Lava een partnerschap aan met het Franse medium Le Monde diplomatique, waarvan het maandelijks een artikel in het Nederlands brengt. Sinds december 2022 maakt Lava deel uit van Zuurstof op Zaterdag, een gratis wekelijkse nieuwsbrief van onafhankelijke Belgische media, samen met onder andere Apache, Samenleving & Politiek, EOS Wetenschap en de tijdschriften van Folio. In 2023 lanceerde het tijdschrift Magma, een tweewekelijkse column voor en door jongeren.